# Хоккейный Евротур 2012/2013
17-й по счёту Хоккейный Евротур прошёл в 2012—2013 годах.
В турнире участвовали 4 сборные: Россия, Финляндия, Чехия и Швеция. Каждая из стран-участниц провела у себя дома по одному турниру, в каждом из которых один матч обязательно проводился не в стране-хозяйке турнира. Победителем турнира стала сборная России.

## Турниры

### Кубок Карьяла
Игры на кубок Карьяла прошли с 7 по 10 ноября 2012 года. Турнир проводился в Финляндии. Вынесенный матч Чехия — Швеция был сыгран в Чехии. Победителем турнира стала сборная Чехии.

### Кубок Первого канала
Игры на кубок Первого канала в этом сезоне прошли с 13 по 16 декабря 2012 года. Турнир проводился в России, а матч Финляндия — Чехия был сыгран в Финляндии. Победителем турнира стала сборная России.

### Хоккейные игры Oddset
Хоккейные игры Oddset в этом сезоне прошли с 6 по 10 февраля 2013 года. Турнир проводился в Швеции, а матч Россия — Финляндия был сыгран в России. Победителем турнира стала сборная Финляндии.

### Хоккейные игры Kajotbet
Хоккейные игры Kajotbet в этом сезоне прошли с 25 по 28 апреля 2013 года. Турнир проводился в Чехии, а матч Швеция — Россия был сыгран в Швеции. Победителем турнира стала Сборная Швеции.

## Общая таблица
| # | Сборная   | И  | В | ВО | ПО | П | Ш     | Очки |
| - | --------- | -- | - | -- | -- | - | ----- | ---- |
| 1 | Россия    | 12 | 6 | 2  | 1  | 3 | 34—20 | 23   |
| 2 | Чехия     | 12 | 6 | 0  | 0  | 6 | 16—24 | 18   |
| 3 | Финляндия | 12 | 4 | 1  | 2  | 5 | 25—25 | 16   |
| 4 | Швеция    | 12 | 5 | 0  | 0  | 7 | 23—29 | 15   |

## Статистика игроков
- Лучший бомбардир:  Сергей Мозякин 11 (6+5) очков.
- Лучший снайпер:  Сергей Мозякин 6 заброшенных шайб.
- Лучший ассистент:  Сергей Мозякин 5 результативных передач.
- Лидер по штрафному времени:  Николай Жердев 29 минут.
- Вратарь, пропустивший наименьшее количество шайб: [1]  Василий Кошечкин 5 пропущенных шайб в 5 матчах.

## Победитель Еврохоккейтура 2012/2013
| Победитель Еврохоккейтура 2012/2013 |
| ----------------------------------- |
| Россия шестой титул                 |